# Аналіз п'яти сил Портера

Схематичне представлення п'яти сил Портера.

Ана́ліз п'яти́ сил По́ртера (англ. Porter five forces analysis) — методика для аналізу галузей і вироблення стратегії бізнесу, розроблена Майклом Портером у Гарвардській бізнес-школі в 1979 р.
П'ять сил Портера включають в себе:
- Аналіз загрози появи продуктів-замінників;
- Аналіз загрози появи нових гравців;
- Аналіз ринкової влади постачальників;
- Аналіз ринкової влади споживачів;
- Аналіз рівня конкурентної боротьби.

## Концепція
Методикою виділяються п'ять сил, які визначають рівень конкуренції, і, отже, привабливості ведення бізнесу в конкретній галузі.
Привабливість галузі, в даному контексті, має відношення до достатньої рентабельності галузі. «Непривабливою» галуззю є така, в якій поєднання сил знижує рентабельність. «Найнепривабливішою» є галузь, що наближається до досконалої конкуренції.
Портер називає ці сили «мікросередовищем», протиставляючи йому велику кількість факторів, включених у термін «макросередовище». Макросередовище складається з тих сил, які впливають на здатність компанії до обслуговування власних клієнтів і отримання прибутку. Зміна в будь-якій із сил «мікросередовища» зазвичай вимагає, щоб компанія переглянула своє місце в галузі і на ринку. Достатня привабливість галузі не означає, що будь-яка компанія в ній буде отримувати однаковий прибуток. Компанії повинні так застосовувати свої ключові компетенції, бізнес-моделі або збутові мережі, щоб отримати прибуток більший, ніж у середньому в галузі. Хорошим прикладом є ринок пасажирських авіаперевезень. У галузі, в якій рентабельність досить низька, знаходяться компанії, які за рахунок унікальних бізнес-моделей, отримують прибуток вищий, ніж у середньому в галузі (ангели бізнесу).
«Аналіз п'яти сил Портера» включає в себе три сили «горизонтальної» конкуренції: загроза появи продуктів-замінників, загроза появи нових гравців, рівень конкурентної боротьби, та обидві сили «вертикальної» конкуренції: ринкова влада постачальників і ринкова влада споживачів.
Аналіз п'яти сил Портера є тільки частиною всіх стратегічних моделей Портера. Іншими елементами є «ланцюжок доданої вартості» і «типові стратегії» (« generic strategies »).

## Застосування
Консультанти із розробки стратегії іноді використовують структуру «Аналізу п'яти сил Портера» при якісній оцінці стратегічної позиції компанії в галузі. Тим не менш, для більшості консультантів ця методика є тільки відправною точкою в переліку інструментів або методик, які вони можуть використовувати. Як і всі узагальнюючі методики, аналіз, який не враховує виключень і частковостей, розглядається як спрощений.
Згідно з Портером, модель п'яти сил потрібно використовувати тільки для галузі в цілому. Модель не призначена для використання для групи галузей або якоїсь частини однієї галузі. Компанія, яка веде бізнес в одній галузі, повинна розробити мінімум один «аналіз п'яти сил Портера» для цієї галузі. Портер уточнює, що для диверсифікованих компаній, основним фундаментальним питанням корпоративної стратегії є питання вибору галузей (напрямів бізнесу), в яких компанія буде конкурувати, і для кожного напряму бізнесу повинен проводитися власний, специфічний для галузі аналіз п'яти сил. У середньому компанії з рейтингу «Global 1000» конкурують приблизно в 52 галузях (напрямках бізнесу).

## Структура

### Загроза появи продуктів-замінників
Наявність продуктів-замінників, схильність споживачів до яких може збільшитися внаслідок підвищення ціни (еластичність попиту).
- Схильність споживачів до купівлі продуктів-замінників
- Порівняння ціни та якості продуктів-замінників
- Вартість перемикання на продукт-замінник для споживача
- Рівень сприйняття диференціації продукту

### Загроза появи нових гравців
Ринки, що приносять високий прибуток, залучають нових гравців. В результаті з'являються численні нові гравці, а це істотно знижує прибуток. Якщо не вживати дій з блокування або утруднення входу нових гравців, прибуток буде послідовно знижуватися зі зростанням рівня конкуренції (див. досконала конкуренція).
- Наявність вхідних бар'єрів (ліцензії, патенти, авторські права, і т. д.)
- Необхідність витрат на диференціацію продукту
- Вартість бренду
- Вартість перемикання або неповоротні (утоплення) витрати
- Стартові витрати для нових гравців
- Доступ до дистрибуції
- Переваги в собівартості
- Переваги в положенні на кривій набування знань
- Очікувані відповідні дії старих гравців
- Реакція уряду та/або інших регуляторів ринку

### Ринкова влада постачальників
Постачальники сировини, компонентів, робочої сили та послуг можуть впливати на діяльність компанії. Постачальники можуть відмовитися працювати з компанією або, наприклад, встановити надмірно високі ціни на унікальні ресурси.
- Порівняння вартості переключення постачальників і вартості перемикання компанії
- Ступінь диференціації сировини та вихідних матеріалів
- Наявність замінників постачальників
- Порівняння концентрації постачальників і концентрації компанії
- Солідарність робочої сили (наприклад діяльність профспілок)
- Загроза інтеграції вперед постачальниками може вплинути на можливість компанії інтеграції назад
- Порівняння вартості сировини та вихідних матеріалів і продажної ціни продукту компанії

### Ринкова влада споживачів
Здатність споживачів впливати на компанію, а також реакція чутливості споживача на зміну ціни.
- Концентрація споживачів до рівня концентрації компанії
- Ступінь залежності від існуючих каналів дистрибуції
- Кількість споживачів
- Порівняння вартості перемикання споживача та вартості перемикання компанії
- Доступність інформації для споживачів
- Можливість вертикальної інтеграції (побудова холдингів з вертикальною інтеграцією)
- Доступність існуючих продуктів-замінників
- Цінова чутливість споживачів
- Відмітні переваги продуктів компанії (унікальність)

### Рівень конкурентної боротьби
Для більшості галузей це визначальний чинник, що впливає на рівень конкуренції в галузі. Іноді гравці конкурують агресивно, іноді відбувається нецінова конкуренція в інноваціях, маркетингу, бізнес-моделях і т. д.
- Кількість конкурентів
- Рівень зростання ринку
- Критерії насичення ринку
- Бар'єри входу в галузь
- Бар'єри виходу з галузі
- Відмітні риси конкурентів
- Рівень витрат конкурентів на рекламу
- Амбіції перших осіб та акціонерів конкурентів

## Умови
Застосування аналізу п'яти сил по Портеру вимагає умов:
- Покупці, конкуренти і постачальники не пов'язані, не взаємодіють і не змовляються;
- Ціна визначається структурними перевагами (створюючи вхідний бар'єр);
- Нестабільність на ринку досить низька і дозволяє учасникам ринку планувати і здійснювати реакцію на дії конкурентів.